# Simulium uemotoi
Simulium uemotoi är en tvåvingeart som beskrevs av Sato, Takaoka och Hiroki Fukuda 2004. Simulium uemotoi ingår i släktet Simulium och familjen knott. Inga underarter finns listade i Catalogue of Life.